# 古姆弗盧赫山
46°26′26.1″N 7°11′41.7″E / 46.440583°N 7.194917°E

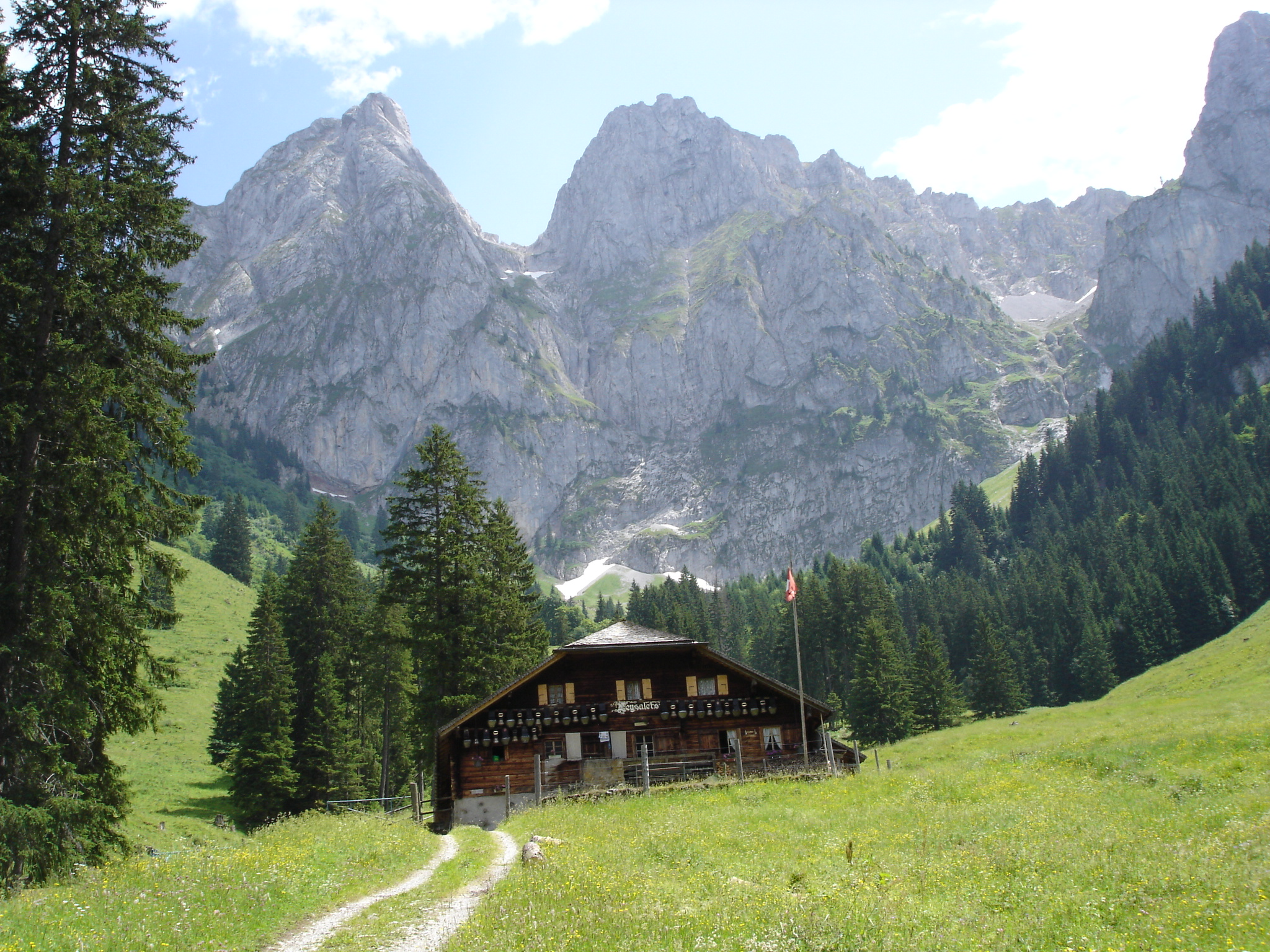

古姆弗盧赫山（Gummfluh），是瑞士的山峰，位於該國西部，處於沃州和伯恩州接壤的邊界，屬於伯爾尼山的一部分，海拔高度2,458米，每年平均降雨量1,395毫米。